# Bayerische Voralpen
Die Bayerischen Voralpen sind eine bis 2086 m ü. NHN hohe Gebirgsgruppe der Nördlichen Kalkalpen in Deutschland und mit Ausläufern in Österreich.
Sie umfassen den bayerischen Voralpenanteil zwischen der Loisach im Westen und dem Inn im Osten; das Gebirge ist etwa 80 km lang und 20 bis 30 km breit. Der Begriff ist nicht politisch, Voralpenland alpingeografisch definiert, denn kleine Teile der Bayerischen Voralpen liegen im österreichischen Bundesland Tirol (z. B. das Hintere Sonnwendjoch südlich der Rotwand).
Nicht zu verwechseln ist der Begriff mit den Bayerischen Alpen bzw. dem bayerischen Alpenvorland. Diese Begriffe umfassen den gesamten Alpenanteil (mit Teilen des Wettersteins, des Karwendels etc.) bzw. das gesamte Alpenvorland auf bayerischem Staatsgebiet.
Die Gipfel der Bayerischen Voralpen bleiben – außer im Estergebirge ganz im Westen – unter der Höhe von 2000 m ü. NN und zeigen nur vereinzelt ausgeprägte Kalkfelswände.

## Umgrenzung

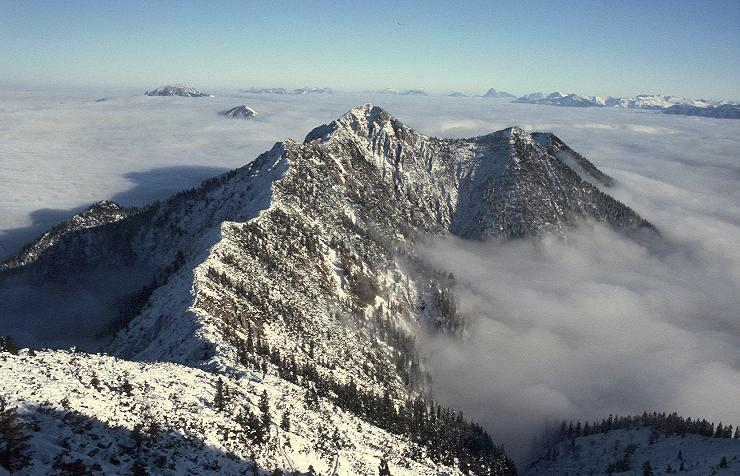
Herzogstand vom Heimgarten

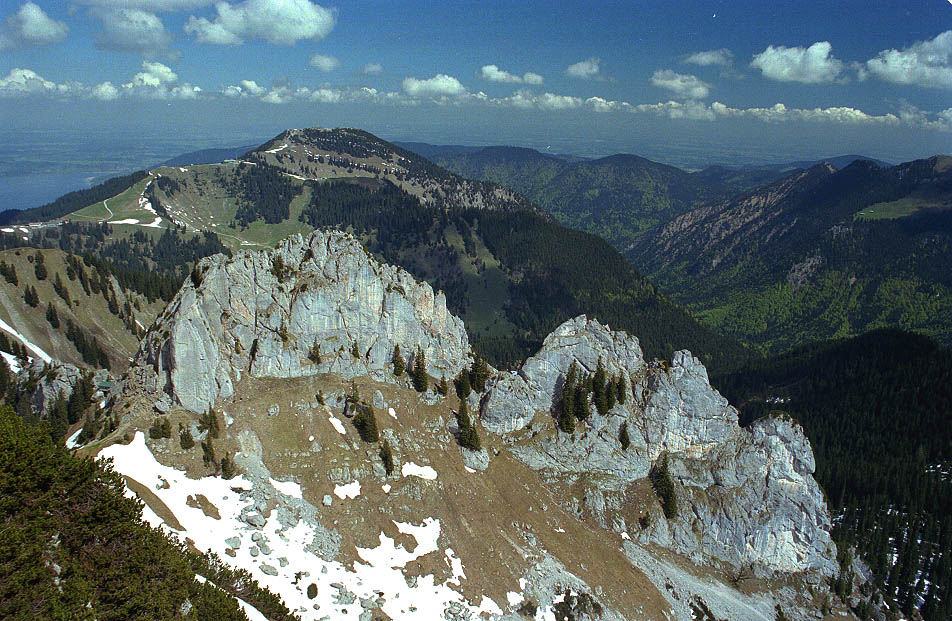
Der Plankenstein vom Risserkogel

Nach der Einteilung der Ostalpen durch den DAV von 1984 umfassen die Bayerischen Voralpen folgendes Gebiet: Voralpengebiet von Murnau über Kochel am See, Bad Tölz bis Rosenheim – Inn bis Kiefersfelden – Kieferbach – Glemmbach – Ellbach – Kaiserhaus – Brandenberger Ache – Erzherzog-Johann-Klause – Sattelbach – Ampelsbach – Achenbach – Walchen – Isar bis Krün – Kranzbach – Kankerbach – Garmisch-Partenkirchen – Loisach bis Murnau.

### Unterteilung
Den westlichsten Teil der Bayerischen Voralpen bildet das Estergebirge mit dem Krottenkopf (2086 m ü. NHN), dem höchsten Gipfel der Voralpen. Nordöstlich dieses Gebirges befindet sich die Gruppe von Herzogstand (1731 m ü. NHN) und Heimgarten (1790 m ü. NHN).
Zwischen Estergebirge im Westen und Mangfallgebirge im Osten liegt nördlich die langgestreckte Gruppe der Benediktenwand (1800 m ü. NHN), die Kocheler Berge mit dem Isarwinkel.
Der östliche Teil der Bayerischen Voralpen zwischen Isar und Inn ist das Mangfallgebirge mit den Tegernseer und den Schlierseer Bergen; denn die Bäche Rottach, Weißach, Schlierach und Leitzach münden in die Mangfall, die einen großen Teil des Gebiets entwässert. Das Mangfallgebirge bildet einen wichtigen Grundwasserspeicher für die Millionenstadt München. Der höchste Gipfel ist das Hintere Sonnwendjoch (1986 m ü. A.), das allerdings schon auf österreichischem Staatsgebiet liegt.

### Benachbarte Gebirgsgruppen
Die Bayerischen Voralpen grenzen an die folgenden anderen Gebirgsgruppen der Alpen:
- Chiemgauer Alpen (im Osten)
- Kaisergebirge (im Südosten)
- Brandenberger Alpen (Rofangebirge im Süden)
- Karwendel (im Süden)
- Wettersteingebirge (im Südwesten)
- Ammergauer Alpen (im Westen)

Im Norden grenzen die Bayerischen Voralpen an das Alpenvorland.

## Tourismus

### Bergsteigen
Viele Gipfel der Bayerischen Voralpen zählen zu den Münchner Hausbergen und werden praktisch während des ganzen Jahres zu Fuß, mit Skiern oder Schneeschuhen bestiegen. Auf die meisten Gipfel führen gute und einfache (auch familientaugliche) Wege. Einige Gipfel bieten auch schöne, meist gut gesicherte Kletterrouten in einem großen Schwierigkeitsbereich (UIAA II bis X): Roß- und Buchstein, Plankenstein (Direkter Ostgrat: IV+, Nadel Südwand: X), Ruchenköpfe (Münchner Riß: III, Dülfer Riß: IV). Ein Skitourenklassiker ist insbesondere die Rotwand Reib'n, die auf die Rotwand und andere Gipfel der Schlierseer Berge führt.

### Fern- und Weitwanderwege
Die Via Alpina, ein grenzüberschreitender Weitwanderweg mit fünf Teilwegen durch die ganzen Alpen, verläuft auch durch die Bayerischen Voralpen.
Der Violette Weg der Via Alpina verläuft mit 9 Etappen durch die Bayerischen Voralpen wie folgt:
- Etappe A51 verläuft von Oberaudorf zum Brünnsteinhaus
- Etappe A52 verläuft vom Brünnsteinhaus zum Rotwandhaus über das Ursprungtal
- Etappe A53 verläuft vom Rotwandhaus nach Sutten über den Spitzingsee
- Etappe A54 verläuft von Sutten nach Kreuth über den Risserkogel
- Etappe A55 verläuft von Kreuth nach Lenggries über die Hirschberghütte und die Lenggrieser Hütte
- Etappe A56 verläuft von Lenggries zur Tutzinger Hütte über das Brauneck
- Etappe A57 verläuft von der Tutzinger Hütte zum Herzogstand über die Kesselberghöhe
- Etappe A58 verläuft vom Herzogstand zur Weilheimer Hütte über Eschenlohe
- Etappe A59 verläuft von der Weilheimer Hütte nach Garmisch-Partenkirchen über den Wank

Der Traumpfad München–Venedig führt auch durch die Bayerischen Voralpen ist aber kein offizieller Weitwanderweg. Der im Jahr 1977 zum ersten Mal propagierte Weg hat jedoch inzwischen einen größeren Bekanntheitsgrad erlangt als so mancher von Wandervereinigungen oder Staaten geschaffener Weg.
- Der 3. Tag des Traumpfads führt von Geretsried zum Brauneck-Gipfelhaus über Bad Tölz und Lenggries. Der größere Teil dieser Etappe befindet sich noch im Alpenvorland.
- Der 4. Tag führt vom Brauneck-Gipfelhaus über die Benediktenwand in die Jachenau.
- Der 5. Tag führt von der Jachenau nach Vorderriß, wo der Weg in das Karwendel eintritt, Endziel ist Hinterriß.

Zudem existiert die Via Bavarica Tyrolensis, ein 225 km langer Radwanderweg, der von München bis nach Tirol führt.

## Galerie

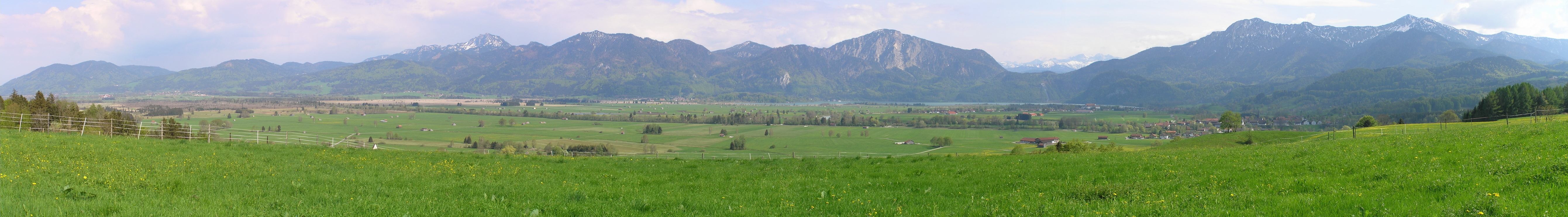
Blick von der Benediktenwand zum Heimgarten

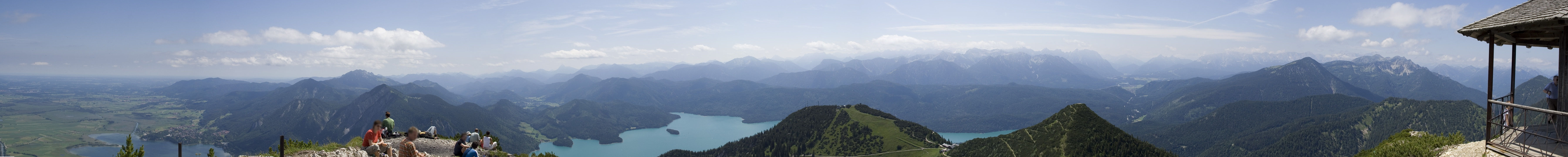
Panorama vom Herzogstand v. l. n. r.: Kochelsee, Benediktenwand, Walchensee, Bergstation Herzogstandbahn, Westliche Karwendelspitze, Wallgau/Mittenwald, Wettersteinmassiv, Zugspitze, Ammergebirge

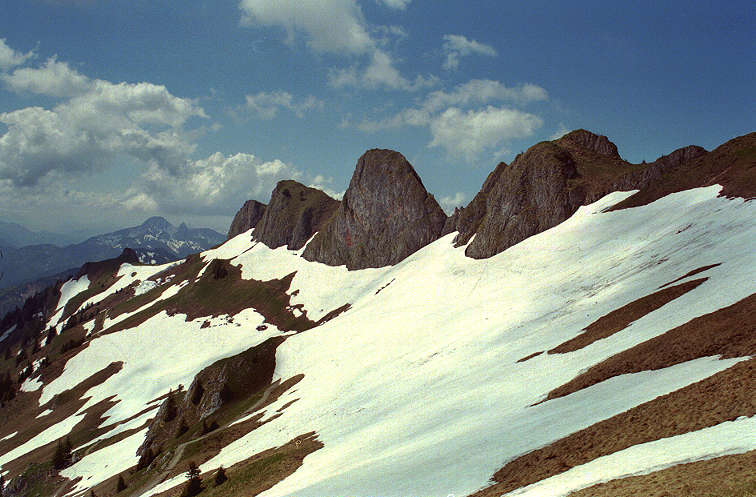
Rotwand (1884 m), Mangfallgebirge
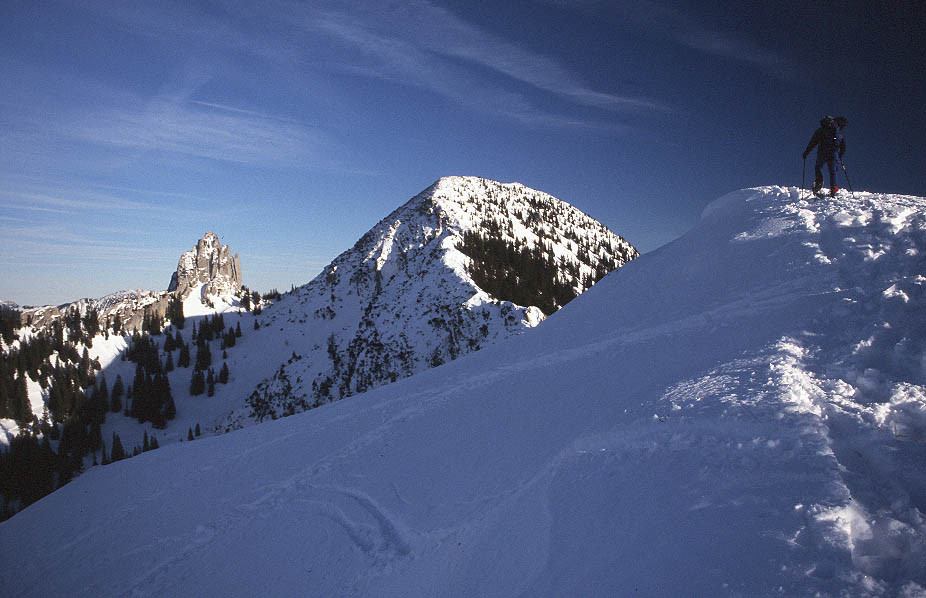
Plankenstein (1768 m) und Risserkogel (1826 m)
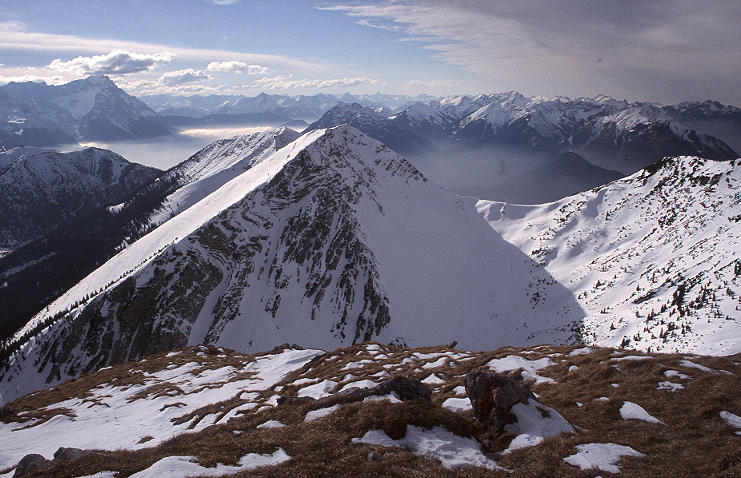
Blick in Richtung südwest auf den Bischof (2033 m) vom Krottenkopf (2086 m), Estergebirge
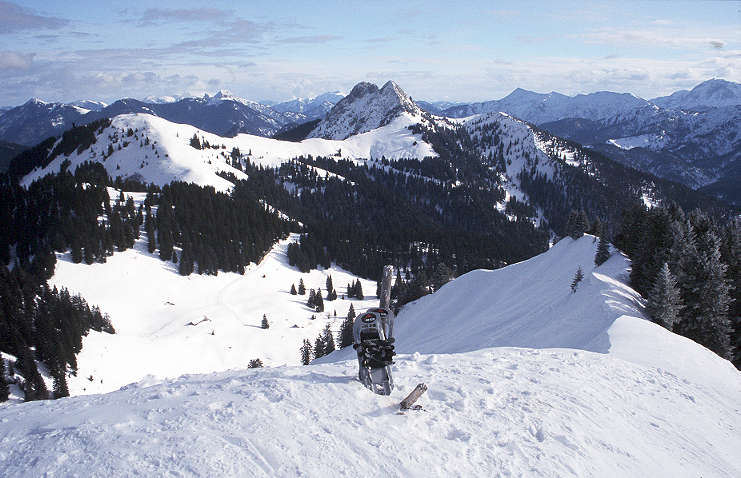
Roß- und Buchstein (1701 m) vom Schönberg
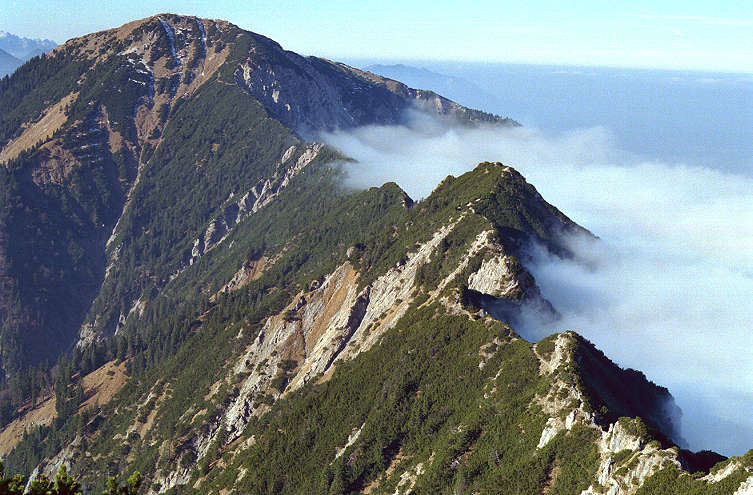
Heimgarten (1790 m) vom Herzogstand
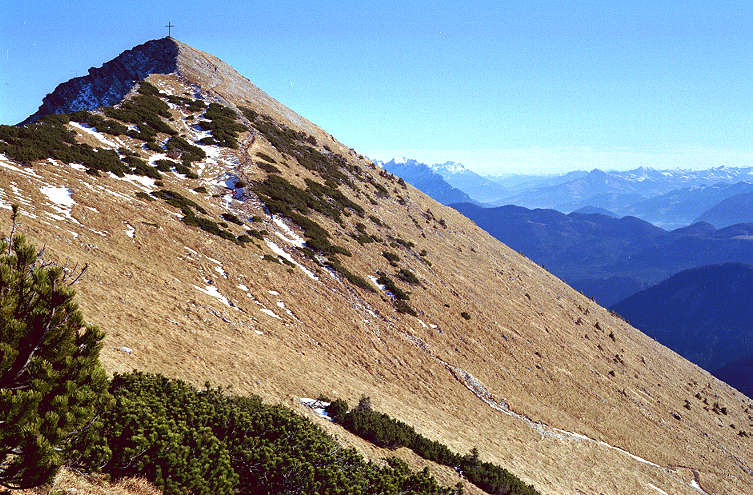
Hinteres Sonnwendjoch (1986 m)
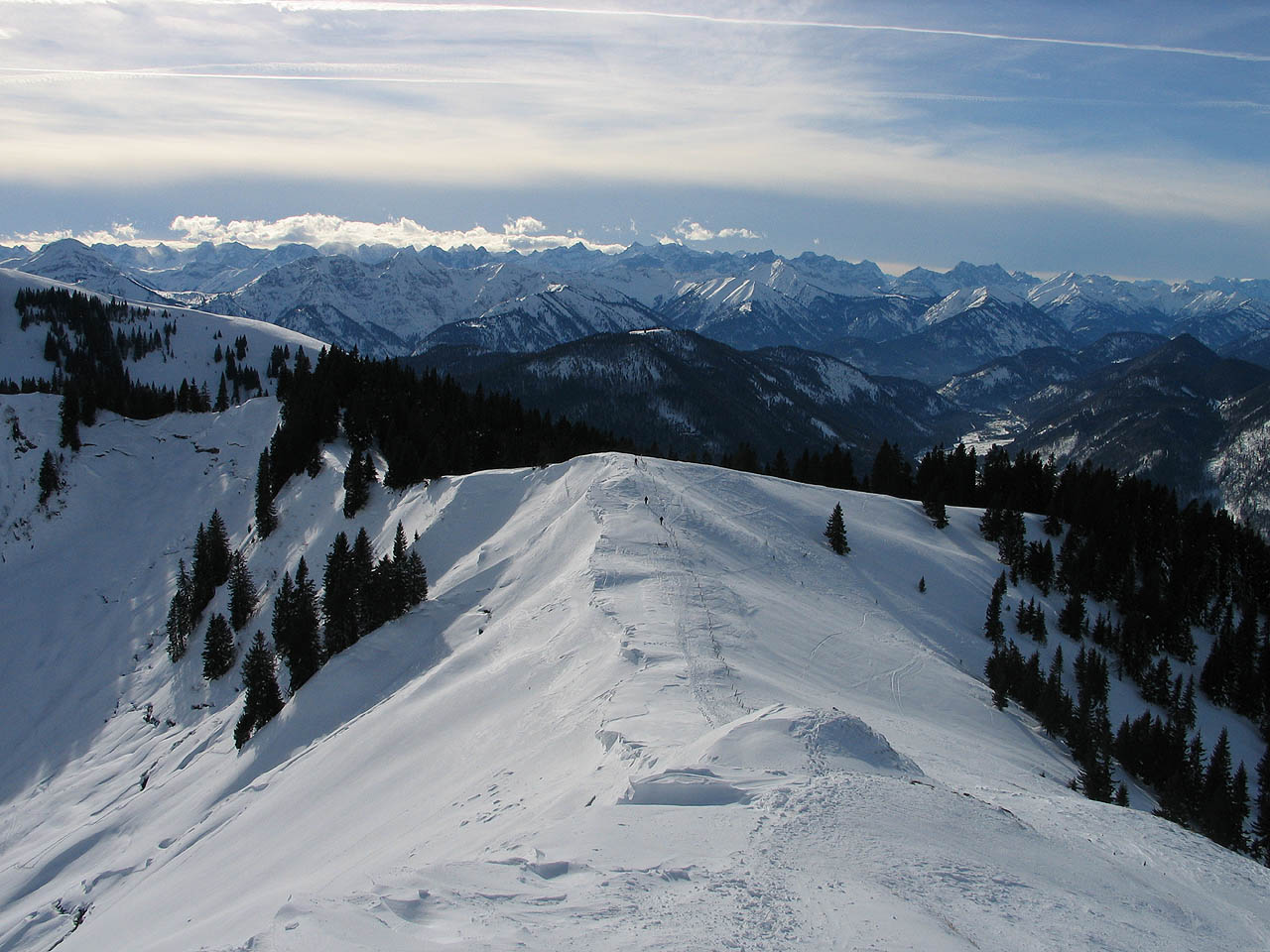
Blick vom Seekarkreuz (1601 m) auf das Karwendel
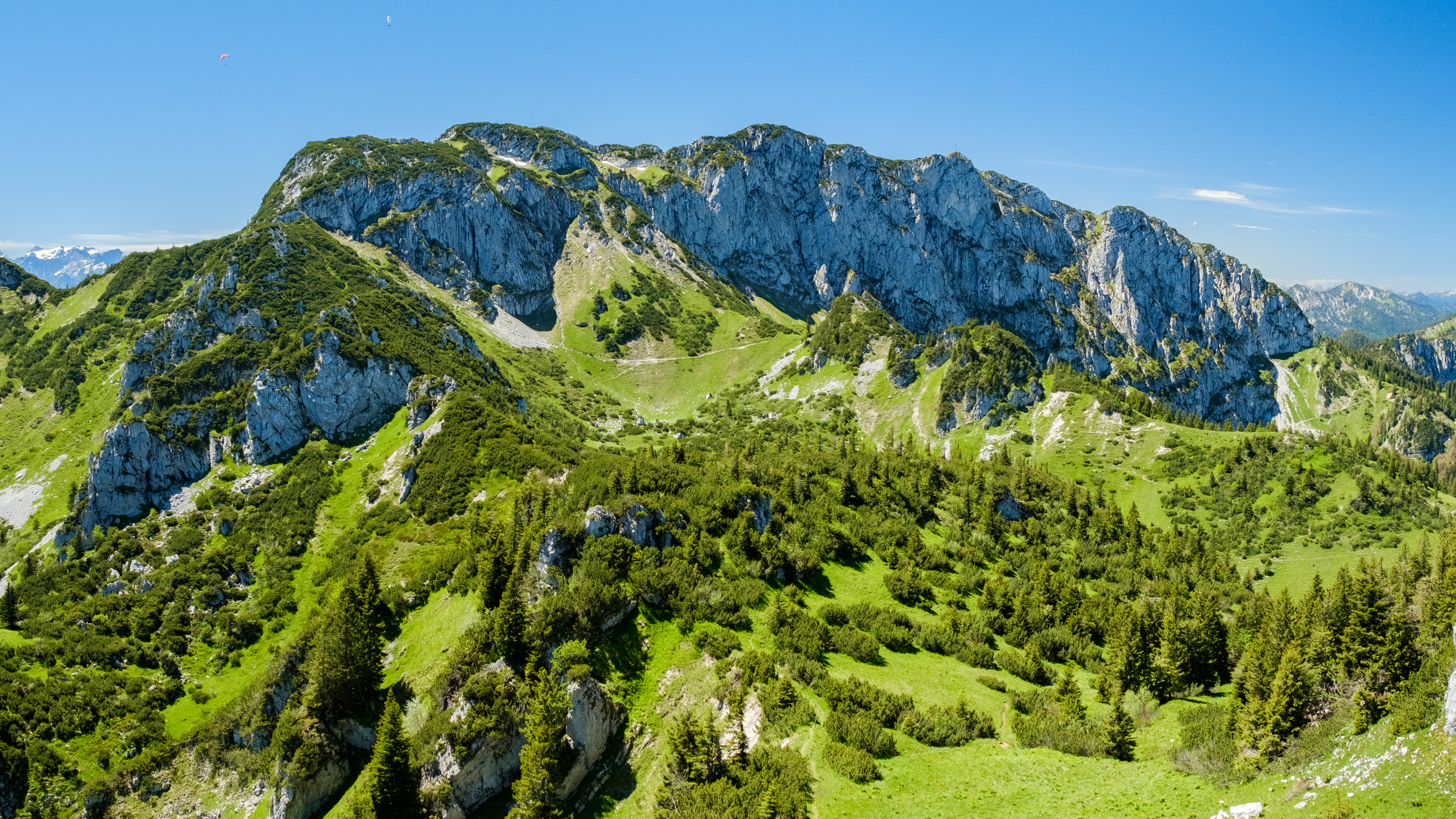
Nordwand der Benediktenwand (1800 m)